# Marian Gryglas
Marian Tadeusz Gryglas ps. Herkules z Komarna (ur. 1955 w Nowym Pawłowie) – polski sztangista, paraolimpijczyk, były reprezentant Polski w wyciskaniu sztangi z pozycji leżącej, wielokrotny medalista mistrzostw Polski, Europy i świata. Na festiwalu filmowym w Cannes w siłowaniu na rękę pokonał m.in. Sylvestra Stallone’a i Arnolda Schwarzeneggera. W latach 2010–2014 radny gminy Konstantynów.

## Życiorys
W 1970 roku przeprowadził się z rodzinnych stron do Gdańska, gdzie uczył się w technikum budowy okrętów. Do 1978 roku trenował podnoszenie ciężarów w klubie Stoczniowiec Gdańsk. Później przyjechał do swojej rodzinnej miejscowości i miał wypadek, w którym stracił nogę. Zaczął zajmować się wyciskaniem ciężarów leżąc. Na Mistrzostwach Świata w 1983 roku w Paryżu zdobył brązowy medal. Przez kolejne lata odnosił liczne sukcesy na arenie międzynarodowej, zdobywając 18 medali. Mistrzostwa Polski wygrał 20 razy.
Od 1997 roku prowadzi ośrodek jeździecki zwany Gryglasówką. W 2012 roku został Mistrzem turystyki konnej.
W wyborach samorządowych w 2010 roku zdobył 115 głosów i uzyskał mandat radnego gminy Konstantynów. W 2014 roku w wyborach samorządowych bezskutecznie starał się o reelekcję.
Jest żonaty i ma czwórkę dzieci.